# Harald Kimmig

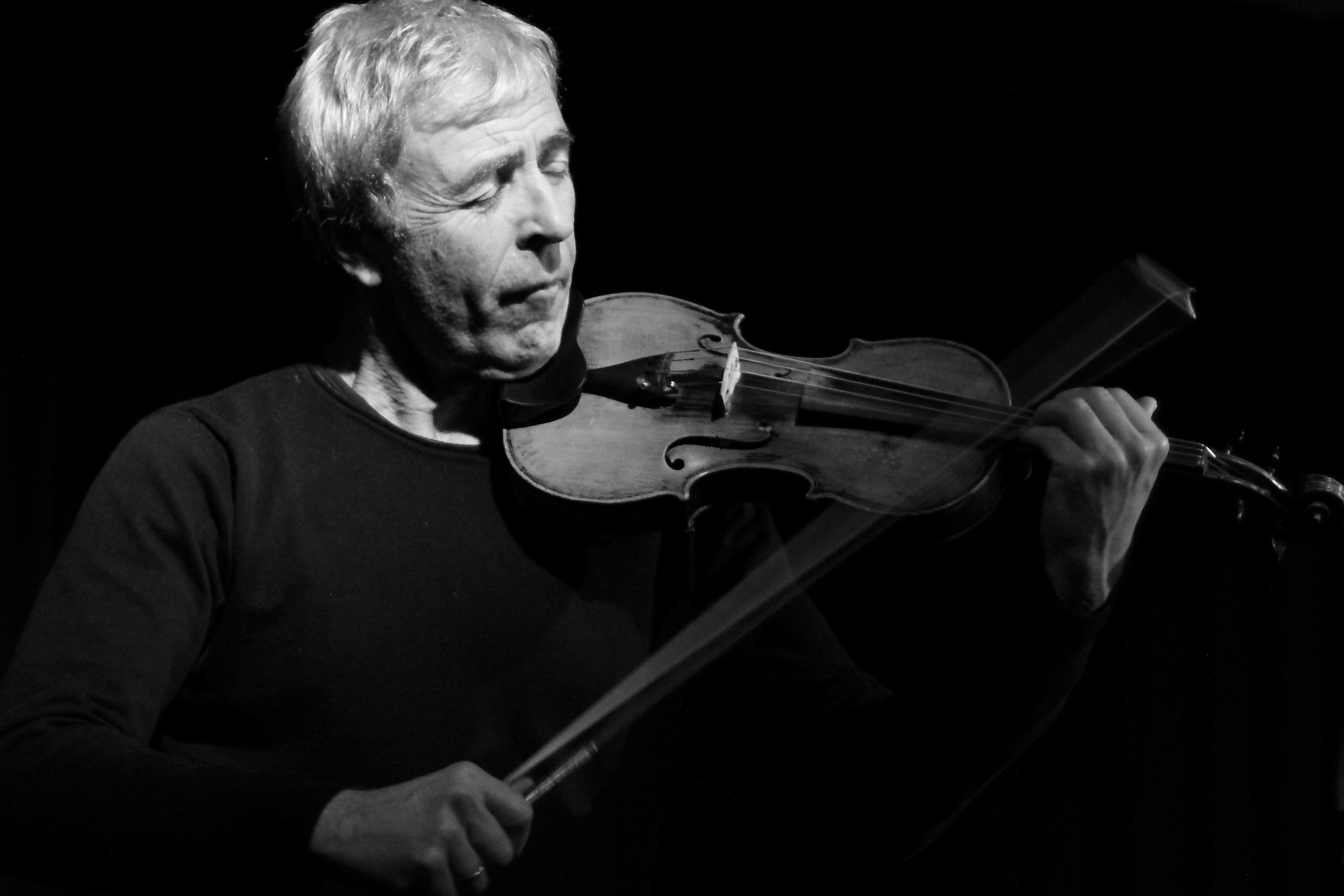
Harald Kimmig im Club W71, 2017

Harald Kimmig (* 9. Oktober 1956 in Offenburg) ist ein deutscher Violinist der freien Improvisationsmusik und Komponist. 
Kimmig hatte von 1966 bis 1974 Geigenunterricht und studierte dann von 1975 bis 1982 Philosophie, Soziologie und Kunstgeschichte. Er nahm Unterricht bei Leszek Zadlo, Muneer Abdul Fataah, John Tchicai und Cecil Taylor. Ab 1984 war er als professioneller Musiker aktiv, zunächst mit Solokonzerten und als Mitglied des Ersten Improvisierenden Streichorchesters. Er spielte im Trio mit Georg Wolf und Lukas Lindenmaier (CD rif-rif 1990) und ist Co-Leader des F-Orkestra, das mit Musikern wie Buddy Collette oder Peter Kowald zusammenarbeitete. Weiterhin spielte er im Ensemble von Cecil Taylor (CDs „Legba Crossing“, „Corona“), aber auch in Projekten von John Tchicai, Wladimir Tschekassin sowie mit Doug Hammond, Lee Konitz, Tony Oxley, Gabriele Hasler, Sirone oder Jürgen Wuchner. Er arbeitet im Trio mit Carl Ludwig Hübsch und Lê Quan Ninh. Daneben ist er Mitglied der Ensembles von Angelika Sheridan, von Géraldine Keller und von Hideto Heshiki. Gemeinsam mit Norbert Rodenkirchen komponierte er 2004 die Aura Christinae, die wiederholt in Stommeln zur Aufführung kamen (u. a. mit Maria Jonas und Albrecht Maurer). Kimmig schreibt auch Streichquartette und größere Orchesterwerke ('Der Lauf des Lichtes und der Dunkelheit' Oratorium, 1999) sowie Filmmusiken.

## Lexigraphische Einträge
- Martin Kunzler: Jazz-Lexikon. Band 1: A–L (= rororo-Sachbuch. Bd. 16512). 2. Auflage. Rowohlt, Reinbek bei Hamburg 2004, ISBN 3-499-16512-0.